# Ida Kinalska
Ida Teresa Kinalska (ur. 15 kwietnia 1933 w Oszmianie) – polska lekarka, endokrynolog, profesor nauk medycznych, wieloletnia wykładowczyni Akademii Medycznej w Białymstoku.

## Życiorys
W dzieciństwie z rodziną wywieziona do Kazachstanu. W 1946 powróciła do Polski; po uzyskaniu świadectwa maturalnego rozpoczęła studia na Wydziale Lekarskim Akademii Medycznej w Białymstoku, które ukończyła z wyróżnieniem w 1959. Uzyskiwała kolejne stopnie naukowe – doktora i doktora habilitowanego, następnie otrzymała tytuł profesora nauk medycznych. Przez kilkadziesiąt lat zawodowo związana z białostocką Akademią Medyczną, od 1993 na stanowisku profesora zwyczajnego. Pracowała w Zakładzie Chemii i w Klinice Chorób Wewnętrznych. W 1980 założyła i objęła kierownictwo Kliniki Endokrynologii, Diabetologii i Chorób Wewnętrznych. Wypromowała ponad 30 doktoratów, była promotorką i recenzentką kilkunastu rozpraw habilitacyjnych. Pełniła funkcję członkini zarządu Polskiego Naukowego Towarzystwa Otyłości i Przemiany Materii oraz wiceprezesa Polskiego Towarzystwa Endokrynologicznego, działała w Komitetach Patofizjologii Klinicznej i Nauk Klinicznych Polskiej Akademii Nauk.
W wyborach w 2005 kandydowała z ramienia Platformy Obywatelskiej do Senatu.

## Odznaczenia i wyróżnienia
W 1999 odznaczona Krzyżem Oficerskim Orderu Odrodzenia Polski. Wyróżniona tytułem doktora honoris causa Uniwersytetu Medycznego w Białymstoku (2011) oraz Śląskiego Uniwersytetu Medycznego (2014).